# São Bento (kommun i Brasilien, Paraíba, lat -6,47, long -37,47)
São Bento är en kommun i Brasilien.   Den ligger i delstaten Paraíba, i den östra delen av landet, 1 500 km nordost om huvudstaden Brasília. Antalet invånare är 30 880. Arean är 248 kvadratkilometer.
Terrängen i São Bento är huvudsakligen platt, men åt nordväst är den kuperad.
Omgivningarna runt São Bento är huvudsakligen savann. Runt São Bento är det glesbefolkat, med 13 invånare per kvadratkilometer.